# روبرت جاي تي بيل
روبرت جاي تي بيل (بالإنجليزية: Robert J. T. Bell)‏ هو رياضياتي نيوزيلندي، ولد في 15 يناير 1876 في فلكرك في المملكة المتحدة، وتوفي في 8 سبتمبر 1963.